# رودریگو پاچکو (بازیکن فوتبال)
رودریگو پاچکو (انگلیسی: Rodrigo Pacheco؛ زادهٔ ۱۵ اوت ۱۹۹۶) بازیکن فوتبال اهل آرژانتین است.
از باشگاه‌هایی که در آن بازی کرده‌است می‌توان به باشگاه فوتبال اورنج کانتی اشاره کرد.